# بهشتي زوار
بهشتي زوار (بالأردية: بہشتی زیور، وتعني: جواهر الجنة) هو مجلد من المعتقدات والممارسات الديوبندية كتبه أشرف علي التهانوي وأحمد علي فاتحبوري. الكتاب عبارة عن مرجع شامل في الفقه والشعائر والأخلاق الإسلامية، وهو موجه بشكل خاص إلى تعليم الفتيات والنساء؛ فيركز على قضايا مثل الحيض. يصف الكتاب أركان الإسلام الخمسة ويسلط الضوء أيضًا على مبادئ أكثر غموضًا. لقد ظلَّ لسنوات عديدة الكتاب المُفضل لدى شعب شبه القارة الهندية وكذلك الجالية المسلمة الهندية في جميع أنحاء العالم. وقد كُتب في الأصل باللغة الأردية ولكن تُرجم إلى العديد من اللغات الأخرى بما في ذلك اللغة الإنجليزية.

## الأقسام
ينقسم الكتاب إلى عشرة أقسام:
1. "قصص حقيقية"
2. "المعتقدات"
3. "الاعتقادات والأفعال الخاطئة"
4. " الصلاة وفضلها"
5. " الصيام والزكاة والأضاحي والحج والنذر والردة والحلال والحرام ونحو ذلك."
6. "الزواج، الطلاق، العدة، النفقة، الحضانة، حقوق المعيشة، وتلاوة القرآن "
7. "مبادئ الأعمال والسعي وراء الثروة"
8. "الآداب، والآداب، وإصلاح القلوب، والأعمال وجزاءها، وعلامات القيامة"
9. "حياة النساء المتدينات"
10. "المسائل الصحية وآداب السلوك"

## الإرث
كتاب باربرا دالي ميتكالف نساء مثاليات [الإنجليزية] الصادر عام 1992 هو تعليق وتأريخ لكتاب بهشتي زوار.

## طالع أيضًا
- أشرف علي التهانوي

## روابط خارجية
- بهشتي زوار أونلاين
- بهشتي جور من 11 مجلدًا
- كتاب الامدادية الأكثر شعبية هو بهشتي جيور